# Nathaniel B. Shurtleff
Nathaniel Bradstreet Shurtleff, Sr., né le 22 juin 1810 à Boston (Massachusetts) et mort le 17 octobre 1874 dans la même ville, est un médecin, généalogiste, antiquaire, écrivain et homme politique américain. Il est le 20e maire de Boston du 6 janvier 1868 au 2 janvier 1871.

## Biographie et carrière

### Études et début de carrière
Nathaniel Shurtleff est un élève de la promotion 1822 de la Boston Latin School. Après deux ans d'études sous la direction de Joseph G. Cogswell (en) à la Round Hill School (en) de Northampton (Massachusetts), il intègre l’université Harvard en 1927, d'où il ressort diplômé en 1831. Il poursuit ses études à la Harvard Medical School, où il obtient un doctorat en médecine en 1834. Il exerce la profession de médecin à Boston et hérite du cabinet de son père en 1847. Il est élu membre du comité des superviseurs de l'université Harvard en 1952, avant d'en devenir le secrétaire le 9 février 1854, poste qu'il conserve jusqu'à son décès. En 1853, le secrétaire d'État le charge de la publication des registres de la colonie de la baie du Massachusetts, puis de ceux de la colonie de New Plymouth en 1855. Il conserve ce poste jusqu'en 1858, date à laquelle il est remplacé par David Pulsifer (en).

### Maire de Boston
Shurtleff, d’abord candidat Know Nothing à l’élection municipale en 1855, est élu en 1867 sous étiquette démocrate,. Durant son mandat, le conseil municipal s’affaire à de nombreuses extensions et rénovations de la voirie dans le cadre de l’élargissement de South Boston et du développement de East Boston. Ceci amène à la construction de nombreux ponts et voies ferrées reliant East Boston au reste de la ville. En 1870, la localité de Dorchester est incorporée dans Boston, ajoutant ainsi 10 000 habitants à la ville. Shurtleff ne parvient pas à contenir les dépenses de la municipalité : lors de la première année de son mandat, elles s’élèvent à plus de 9 millions de dollars, tandis que le taux d’imposition est réduit à 12,20 $, ce qui résulte en une augmentation de 1,46 million de dollars de la dette nette de la ville. En 1869, les dépenses dépassent les 12 millions de dollars, tandis que le taux d’imposition se chiffre à 13,70 $, faisant ainsi augmenter la dette municipale de 2 millions de dollars. L’année suivante, la dette augmente de 2,430 millions de dollars malgré un taux d’imposition plus élevé (15,30 $). Durant l’intégralité de son mandat, Shurtleff dénonce la « politique de luxe onéreuse et injustifiée » menée par ses prédécesseurs.

### Autres activités
Le 26 février 1845, Shurtleff est admis en tant que membre résident à la Société de généalogie et d'histoire de la Nouvelle-Angleterre ; il en est le secrétaire correspondant en 1850, avant d'en devenir le vice-président de 1851 à 1852. Il est membre du comité d'édition de la Société en 1847, 1848 et 1850.
Administrateur de la bibliothèque publique de Boston de 1852 à 1868, Shurtleff y instaure notamment un système de numérotation permettant de classifier les ouvrages par catégorie et par étagère. Après son mandat de maire, il publie son ouvrage le plus notable, intitulé A Topographical and Historical Description of Boston (1871).
Shurtleff est élu membre de l’American Antiquarian Society le 23 octobre 1849. Il est membre du comité des conseillers de la société de 1853 à 1874.
Shurtleff est également membre de la Société d'Histoire du Massachusetts ainsi que de l'American Statistical Association.

### Vie privée
Le 18 juillet 1836, Nathaniel Shurtleff épouse Sarah Eliza Smith (1814–1887), fille de Hiram Smith. Parmi les six enfants du couple, trois meurent en bas âge. Un de leurs fils, le Capitaine Nathaniel B. Shurtleff, est tué lors de la bataille de Cedar Mountain le 9 août 1862. Un autre fils, Hiram S. Shurtleff, devient avocat à Boston.

## Ouvrages
- An epitome of phrenology, Boston, Marsh, Capen & Lyon, 1835 (LCCN 05020022)
- A perpetual calendar for old and new style, Boston, 1848 (OCLC 237708837)
- A genealogical memoir of the family of Elder Thomas Leverett, of Boston, Boston, 1850, 20 p. (OCLC 19108191, LCCN 10009967) (publié à compte d’auteur)
- Brief notice of William Shurtleff, of Marshfield, Boston, 1850, 19 p. (OCLC 32004656)
- Thunder & lightning : and deaths at Marshfield in 1658 & 1666, Boston, 1850, 55 p. (LCCN 01012375)
- Records of the Colony of New Plymouth in New England, 1855
- The Proceedings at the Cushman Celebration, at Plymouth, August 15, 1855, J.M. Hewes, 1855 (OCLC 03633843)
- Decimal system for the arrangement and administration of libraries, Boston, auto-édité, 1856, 80 p. (OCLC 3586760, LCCN 06043046)
- Memorial of the inauguration of the statue of Franklin, Conseil municipal de Boston, 1857, 412 p. (LCCN 14005645)
- John Beal of Hingham, and one line of his descendants, 1865 (1re éd.), 8 p. (3 éditions)
- Records of the Governor and Company of the Massachusetts Bay in New England, printed by order of the legislature, New York, AMS Press, 1968 (OCLC 13598931)
- A Topographical and Historical Description of Boston, 1871 (imprimé sur demande du conseil municipal de Boston)
- A history of the old building on the corner of School and Washington Streets, Boston, Boston, Damrell and Upham, the Old Corner Bookstore, 1898, 16 p. (OCLC 02024170, LCCN 02024170)
- Records of Plymouth Colony : Births, Marriages, Deaths, Burials and Other Records 1633-1689, Genealogical Pub Co., janvier 1997, 293 p. (ISBN 978-0-8063-0701-5 et 0-8063-0701-3)